# Півнюк Микола Володимирович
Мико́ла Володи́мирович Півню́к (нар. 5 вересня 1917, Миколаїв (за іншими даними — Умань) — пом. 30 жовтня 1976, смт Понінка Полонського району Хмельницької області) — радянський військовий льотчик, Герой Радянського Союзу (1943), під час Німецько-радянської війни командир ланки 128-го ближньобомбардувального авіаційного полку Калінінського фронту.

## Біографія
Народився 5 вересня 1917 року в місті Миколаєві, нині — обласний центр Миколаївської області України, в сім'ї робітника. Українець. Член ВКП (б) / КПРС з 1942 року. Закінчив 10 класів.
У Червоній Армії з 1936 року. У 1938 році закінчив Качинську військову авіаційну школу пілотів. На фронтах німецько-радянської війни з серпня 1941 року. Воював на Західному, Калінінському, Центральному та 1-му Білоруському фронтах.
128-го ближньобомбардувального авіаційного полку (Калінінський фронт) старший лейтенант Микола Півнюк до квітня 1942 року зробив дев'яносто сім успішних бойових вильотів на розвідку і бомбардування важливих об'єктів, живої сили і техніки противника. П'ять разів повертався на свій аеродром на одному моторі, маючи серйозні ушкодження бойової машини. Його ланкою було знищено 9 літаків супротивника (5 у повітрі та 4 на землі), до 1000 солдатів та офіцерів ворога, близько 30 фургонів та автомашин, до 30 підвод з вантажем, подавлено і знищено 4 артилерійські батареї.
У 1944 році закінчив Вищу офіцерську авіаційну школу. Війну закінчив на посаді заступника командира ескадрильї 779-го бомбардувального авіаційного полку 241-ї бомбардувальної авіаційної дивізії 3-го бомбардувального авіаційного корпусу 16-ї повітряної армії.
Всього за роки війни капітан М. В. Півнюк здійснив 225 успішних бойових вильотів на бомбардування військ і техніки супротивника.
Після війни продовжував службу у ВПС СРСР. У 1946 році закінчив Гродненське військове авіаційне училище. З 1958 року підполковник Півнюк М. В. — в запасі.
Помер 30 жовтня 1976 року. Похований у селищі міського типу Понінка Полонського району Хмельницької області.

## Нагороди
Указом Президії Верховної Ради СРСР від 30 січня 1943 року «за зразкове виконання бойових завдань командування на фронті боротьби з німецько-фашистським загарбниками і проявлені при цьому мужність і героїзм» старшому лейтенантові Півнюкові Миколі Володимировичу присвоєно звання Героя Радянського Союзу з врученням ордена Леніна і медалі «Золота Зірка» (№ 805).
Нагороджений двома орденами Леніна (04.09.1942, 30.01.1943), трьома орденами Червоного Прапора (24.02.1942, 22.02.1944, …), орденами Вітчизняної війни 1-го ступеня (31.07.1945), Червоної Зірки (…) і медалями.